# Świebodzice
Świebodzice —en alemán: Freiburg in Schlesien, traducido al español como «Friburgo en Silesia»— es una ciudad en Baja Silesia, Polonia. Está ubicada a una altitud de 280 a 425 m en la orilla del río Pełcznica (del alemán: Polsnitz) al norte de la ciudad de Wałbrzych (del alemán: Waldenburg).

## Personalidades
- Gustav Becker, relojero

## Enlaces
- Wikimedia Commons alberga una categoría multimedia sobre Świebodzice.

- Datos: Q387449
- Multimedia: Świebodzice / Q387449